# Dai Greene
David "Dai" Greene (Felinfoel, 11 de abril de 1986) é um atleta barreirista britânico.
Nascido no País de Gales, iniciou praticando futebol nas categorias de base do Swansea. Desenvolveu uma doença Síndrome de Osgood-Schlatter e mudou do futebol para o atletismo. Aos 17 anos foi diagnosticado com epilepsia.
Especialista nos 400 metros com barreiras e revezamento 4 x 400 metros, Greene foi medalha de prata nos 400m com barreiras no Campeonato Mundial de Atletismo de 2009 em Berlim e campeão na mesma prova na edição seguinte, em Daegu 2011. Também foi campeão da mesma prova nos Jogos da Commonwealth de 2010 em Delhi.

## Marcas pessoais
| Evento                   | Best    | Local                  | Data                  |
| ------------------------ | ------- | ---------------------- | --------------------- |
| 400 metros rasos         | 45.82 s | Birmingham, Inglaterra | 31 de julho de 2011   |
| 400 metros com barreiras | 47.88 s | Zagreb, Croácia        | 4 de setembro de 2010 |